# Franklin L. Hagenbeck

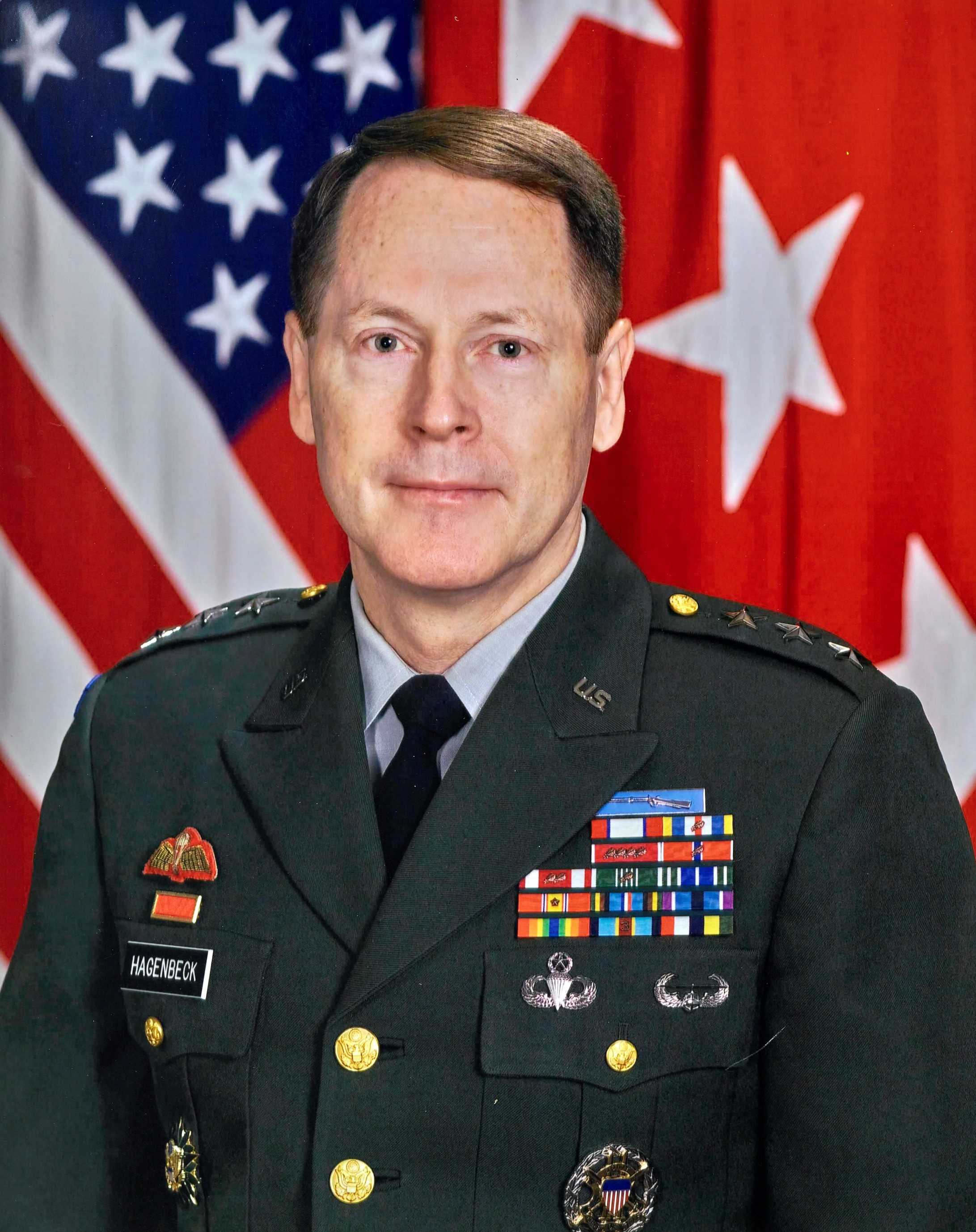
Franklin L. Hagenbeck

Franklin Lee Hagenbeck (* 25. November 1949 in Marokko) ist ein pensionierter Generalleutnant der United States Army. Er war unter anderem als Superintendent Leiter der Militärakademie West Point.
Franklin Hagenbeck wurde in Marokko geboren. Die Eltern dienten in der United States Navy. Er lebte später in Jackson in Florida, wo er die High School besuchte. Zwischen 1967 und 1971 absolvierte er die Militärakademie in West Point. Nach seinem Abschluss an der Akademie wurde er Leutnant des US-Heeres. In der Armee durchlief er anschließend alle Offiziersränge vom Leutnant bis zum Drei-Sterne-General.  
Auch als Offizier setzte Hagenbeck seine Weiterbildung fort. Im Lauf der folgenden Jahre nahm er an verschiedenen Kursen und Schulungen teil. So studierte er an der Florida State University und an der Long Island University. Darüber hinaus absolvierte er unter anderem das United States Army War College und das Command and General Staff College. Er absolvierte zudem das National Security Programm der Maxwell School, die zur Syracuse University gehört.
In seinen 39 Dienstjahren kommandierte Hagenbeck Einheiten auf allen militärischen Ebenen vom Kompaniechef bis zum Divisionskommandeur. Zu den Einheiten, in denen er diente, gehören unter anderem die auf Hawaii stationierte 25. Infanterie-Division, die 101. sowie die 82. Luftlandedivision und das United States Army Training and Doctrine Command. Er war mehrfach Stabsoffizier in verschiedenen Generalstäben.  Unter anderem war er im Heeresamt Leiter des Personalwesens (Deputy Chief of Staff G-1 Personnel of The United States Army). Zwischenzeitlich war er auch ein Austauschoffizier mit dem Royal Australian Infantry Center.
Zwischen 2001 und 2003 war Franklin Hagenbeck Kommandeur der 10. Gebirgsjäger-Division, deren Stabschef er in der Vergangenheit auch schon einmal gewesen war. Diese Einheit war an den wichtigsten Operationen in Afghanistan beteiligt. Im März 2002 leitete General Hagenbeck dort die Operation Anaconda. Seine Rolle bei der Planung und Durchführung dieser Operation wurde im Nachhinein kontrovers diskutiert. Im Jahr 2006 erhielt Generalleutnant Hagenbeck sein letztes Kommando: Er wurde als Nachfolger von William J. Lennox zum 57. Leiter der Militärakademie West Point ernannt. Dieses Amt bekleidete er bis zum Jahr 2010. Danach schied er aus dem aktiven Militärdienst aus.
Nach seinem Ausscheiden aus der Army wurde Franklin Hagenbeck Vorstandsmitglied der Firma Bite Technology und der Non-Profit-Gesellschaft National Organization on Disability. Er ist zudem Mitglied zahlreicher Vereinigungen und Organisationen und Direktor des Engineering Leadership Institute, das zur University of Florida gehört.

## Orden und Auszeichnungen
Generalleutnant Hagenbeck erhielt im Lauf seiner militärischen Laufbahn unter anderem folgende Auszeichnungen:
- Army Distinguished Service Medal
- Defense Superior Service Medal
- Legion of Merit
- Bronze Star Medal
- Meritorious Service Medal
- Army Achievement Medal
- Army Commendation Medal